# シュペルエタンダール
シュペルエタンダール
空中給油を受けるアルゼンチン海軍のシュペルエタンダール
- 用途：対地・対艦攻撃、空中給油
- 分類：艦上攻撃機
- 製造者：ダッソー・ブレゲー社
- 運用者

  -  フランス（フランス海軍）
  -  アルゼンチン（アルゼンチン海軍）
  -  イラク（イラク空軍）
- 初飛行：1974年10月29日
- 生産数：85機
- 運用開始：1978年6月（フランス海軍）
- 退役：2016年7月（フランス海軍）
- 運用状況：現役
- 原型機：エタンダールIV

シュペルエタンダール（Super Étendard）は、フランスのダッソー・ブレゲー社が開発した遷音速の艦上攻撃機。フランス海軍とアルゼンチン海軍が採用した。1978年から実戦配備され、総生産機数は85機。

## 来歴
1960年代、フランス海軍の空母航空団は艦上戦闘機としてF-8FN、艦上哨戒機としてアリゼ、艦上攻撃機としてエタンダールIV-M/Pを運用していたが、いずれも基本設計が古く、近い将来に後継機が必要になることが予測された。しかし予算などの制約からこれら全てを同時に更新することは不可能であり、最初に空母打撃力の中核となる艦上攻撃機の更新が図られることになった。
当初はジャギュアの艦載型であるジャガーMが候補となり、1972年までに「クレマンソー」艦上で200時間の空母適合試験が実施された。しかし着艦時のエンジン反応の遅れを補うパーシャルアフターバーナーの能力が不足とされ、最終的に棄却された。その代案として、フランス海軍はA-4MやA-7Eを検討し、またダッソー社はミラージュF1 M53の艦載型を提案したが、いずれも運用のために空母側の改装が必要で、コストの上昇が懸念された。このことから1973年1月19日、ミシェル・ドブレ国防大臣はエタンダールIV-Mを発展させたシュペルエタンダールの採用を発表した。
最初にエタンダールIV-Mを改造した試作機2機が製作され、初号機は1974年10月28日、2号機は1975年3月25日に初飛行した。量産型初号機は1977年11月24日に初飛行し、1978年6月からフランス海軍への引き渡しが開始された。

## 機体構成
上記の経緯もあり、シュペルエタンダールはエタンダールIV-Mと機体の約90%が共通である。異なる点は高揚力装置で、主翼前縁のフラップは翼端まで延長され、付け根部分の後退角がわずかに減少している。これにより発着艦時の揚力を増大させると同時に、低速時の方向安定性を改善している。エンジンもより強力なスネクマ製アター 8K-50 ターボジェットエンジンに変更されたが、アフターバーナーは持たないため、アフガニスタンのような高温・高高度地域での運用ではペイロードに制限を受けることになった。なおカタパルトのへの接続はブライドルワイヤ方式のため、後にアメリカ海軍がこの方式を全廃すると、アメリカ空母からは発艦できなくなった。
アビオニクスも完全にアップグレードされており、機首にはアゲブ・レーダーを搭載した。これはトムソンCSF社とダッソー・エレクトロニク社が共同開発したXバンドのモノパルス・レーダーであった。またサジェム/キアフォット社製のETNA航法/攻撃システム、SKN602慣性航法装置なども搭載されている。このほかにもクローゼ66 エア・データ・コンピューターと航法表示装置および兵装管理システム、トムソンCSF社製VE-120 HUD、戦術航法装置 (TACAN)、電波高度計などを装備する。コックピット前方には空中給油用プローブを装着できるが、逆にAFAIK空中給油ポッドを搭載して、空中給油機としても活動できる。なお本機のために1,100Lの増槽が開発されたが、発艦重量の関係で、兵装を搭載する場合にはエタンダールIVと同じ625L増槽を搭載する場合が多かった。
1985年のダッソー社の改修計画案では、艦載運用以外に不要な一部器材を撤去し、空きスペースに最新の高性能攻撃/航法システムを搭載するものとしていたが、海軍から更なる攻撃能力の向上が要求され、1986年から近代化改修が開始された。この近代化改修計画での最大の目的は、核弾頭を装備可能なASMP巡航ミサイル搭載能力の付与で、胴体中央下に1発を搭載できるようになった。またレーダーもダッソー・エレクトロニク製のアネモネに更新され、探知距離が倍増したほか、対地/対洋上モードやグラウンド・マッピング・モードが強化された。コックピットにはHOTASが導入され、HUDも22度の広視野型となり、TVあるいは赤外線画像の表示可能なラスタースキャン型になっている。
航法装置ではサジェム/キアフォット社製の慣性プラットフォームが追加された。兵装およびエア・データ・コンピューターはUAT90に変更されて演算能力が向上、レーダー警戒受信装置やVCN65電子戦表示装置などの装備によって自己防御能力も強化された。また機体フレームの強化も実施され、寿命飛行時間が6,500時間に延長された。
改修型シュペルエタンダール初号機は1990年10月5日に初飛行した。ダッソー社はさらに2機の試作改修機を製作して実用化への飛行試験を実施し、1993年から量産改修作業が開始された。改修予定機数は当初、40機程度が予定されていたが、ラファールMの実用化が遅れたことから、54機に追加された。
なお2003年にはFLIR、地形参照航法装置を装備し、夜間作戦能力を向上させるスタンダード5仕様への改修が計画され、一部機体への改修作業が開始された。

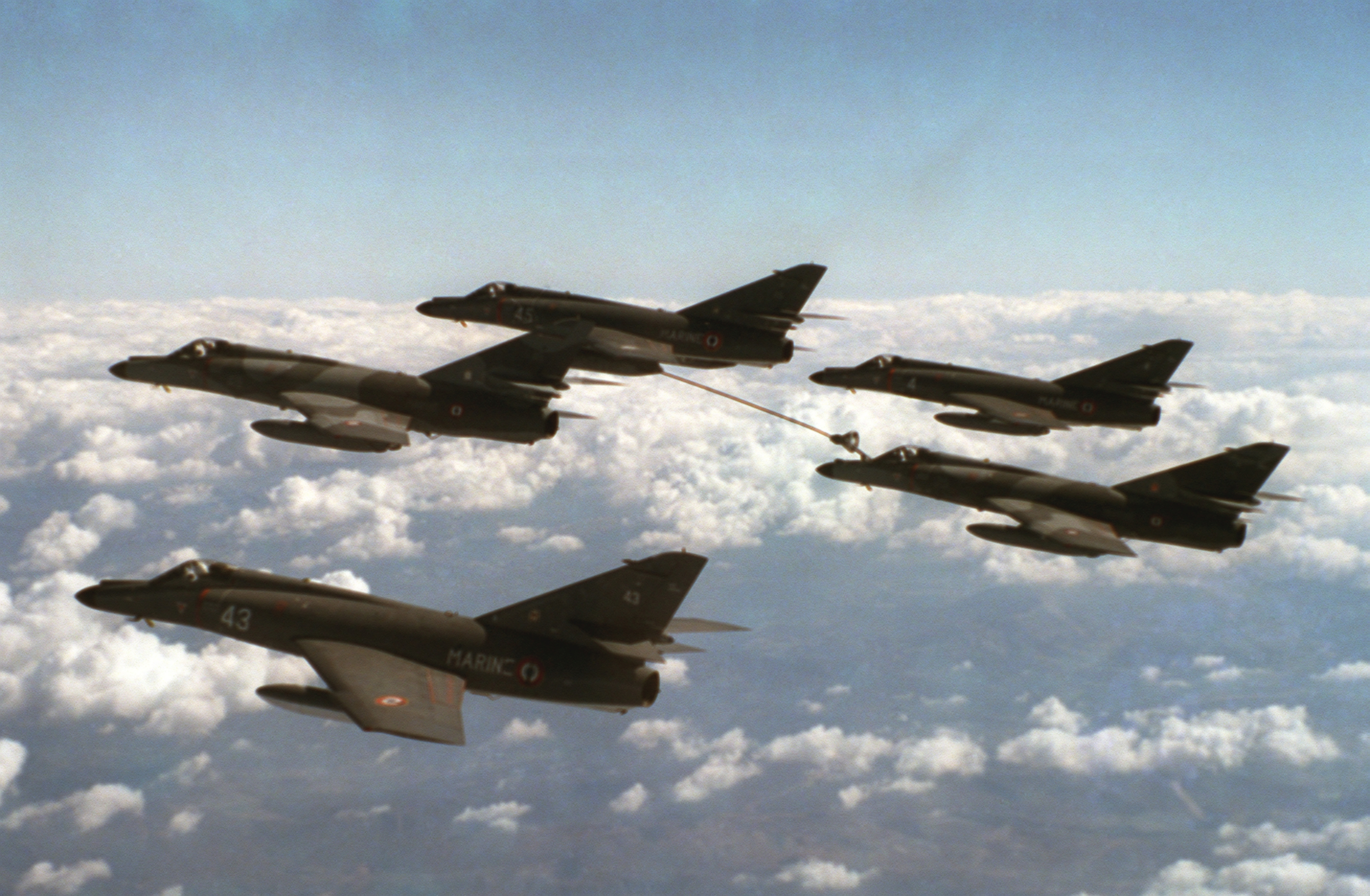
編隊を組んで空中給油するフランス海軍のシュペルエタンダール
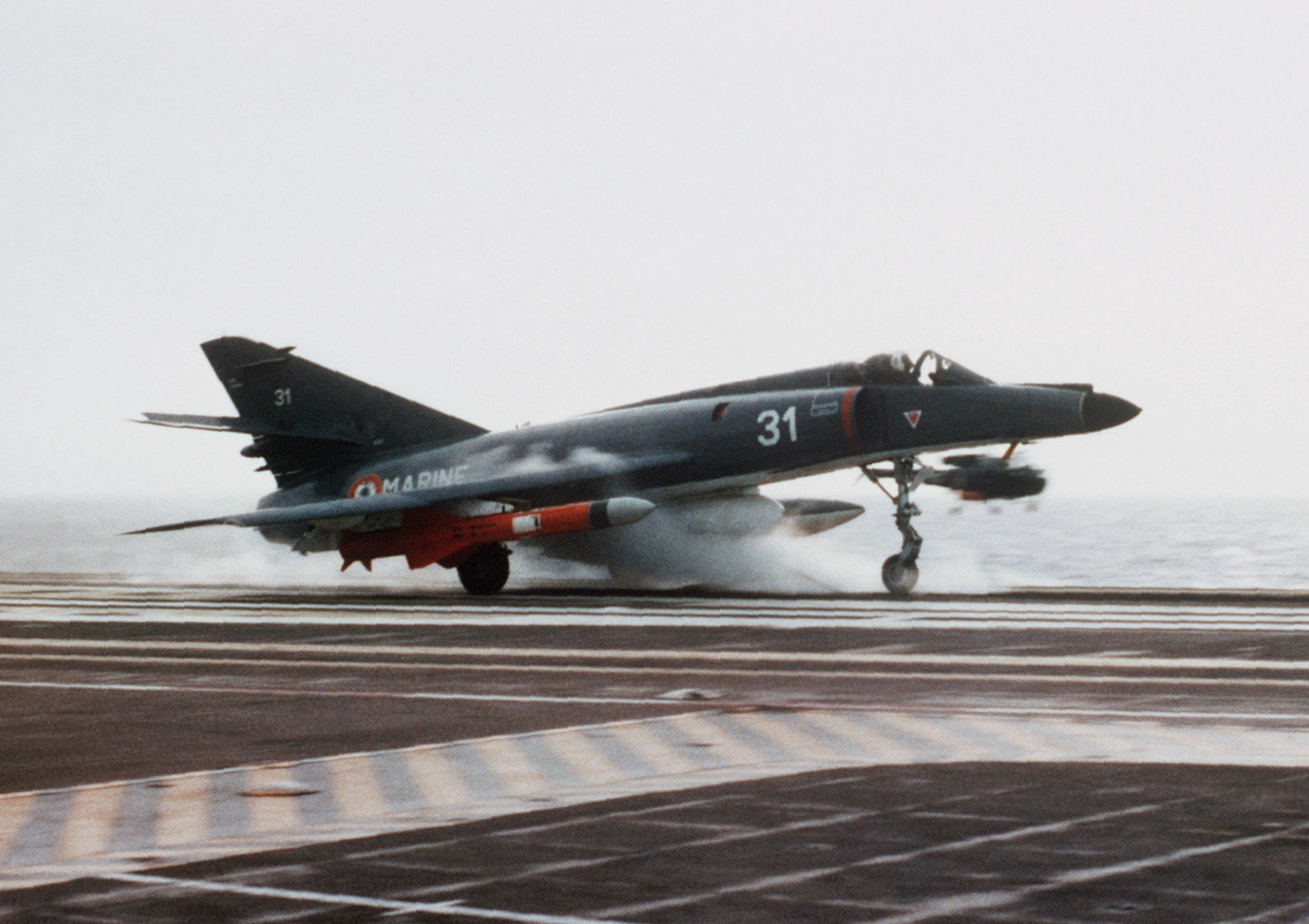
エグゾセASMを搭載して空母「フォッシュ」を発艦するシュペルエタンダール
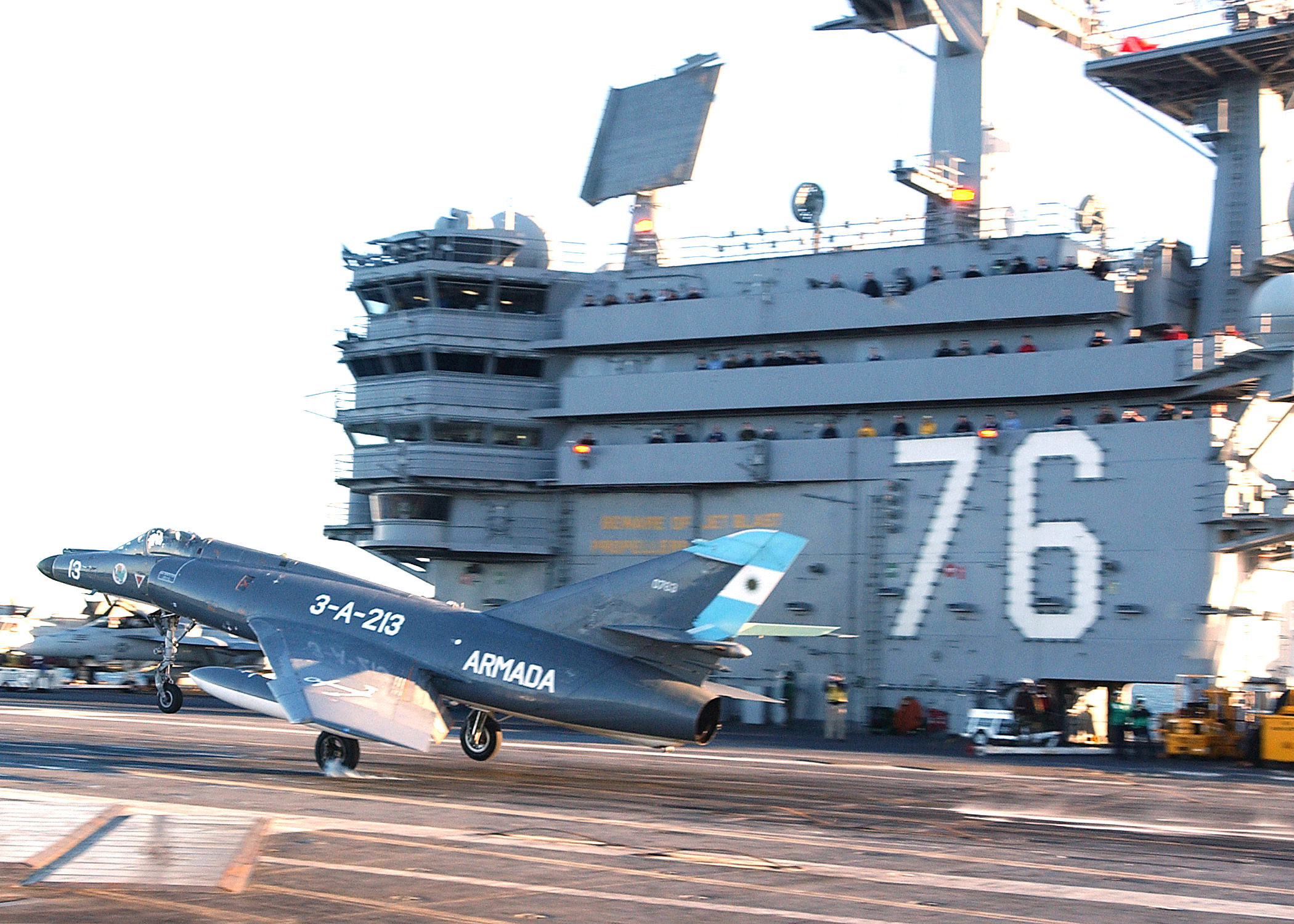
空母「ロナルド・レーガン」に着艦するアルゼンチン海軍のシュペルエタンダール

## 採用国
- アルゼンチン
- フランス
- イラク

### 運用史

#### フランス海軍
フランス海軍での初陣は、1983年9月22日にレバノンにおけるフランス平和維持軍の支援任務であった。クルーセイダーが艦隊防空用の単能機だったこともあって、フランス海軍の空母航空団が行ったほとんどの作戦において、シュペルエタンダールは主力機として投入された。
フランス海軍では、当初、クルーセイダーとシュペルエタンダールの両方がラファールMによって更新される予定だったが、国防予算の削減によってラファールMの開発が遅延したことから、まず陳腐化・老朽化が深刻なクルーセイダーの後継として、空対空戦闘能力に限定されたF1規格の機体を配備したのち、シュペルエタンダールの後継として、マルチロール機としてF3規格の機体を配備するという方策が採られることになった。
このためにシュペルエタンダールは当初予定よりもかなり長く現役にとどまることになり、新しい原子力空母「シャルル・ド・ゴール」に搭載されて、不朽の自由作戦にも投入された。その後、ラファールMの配備の進展に伴って、2016年7月13日にフランス海軍での運用を終了した。

#### アルゼンチン海軍
アルゼンチン海軍には14機採用されている。1982年に発生したイギリスとのフォークランド紛争では、イギリス艦船に対してエグゾセ空対艦ミサイルを使用し、イギリス海軍の駆逐艦「シェフィールド」を撃沈するなど大きな被害を与え、イギリス海軍に空母機動部隊のフォークランド諸島接近を逡巡させるなど、同機の名前を世界的に有名にした。

#### イラク空軍
イラン・イラク戦争において、イラクが発注したミラージュF1の納入が遅れたため、つなぎとして5機がイラク空軍に貸与され主にイラン向けタンカーに対しての通商破壊やイラン艦艇への攻撃に使用された。これらは、失われた1機を除いてミラージュF1納入後にフランスに返還された。詳細はイラン・イラク戦争における航空戦を参照。

## 派生型
シュペルエタンダール
初期生産型。
シュペルエタンダールM
近代化改修型。

## 諸元
出典: Taylor 1983, pp. 65–66
諸元
- 乗員: 1名
- 全長: 14.31 m （46ft 11.5 in）
- 全高: 3.86 m （12 ft 8 in）
- 翼幅: 9.60 m（31 ft 6 in）
- 翼面積: 28.4 m2 （305.7 sq ft）
- 空虚重量: 6,500 kg （14,330 lb）
- 最大離陸重量: 9,450-12,000 kg （20,833-26,455 lb）
- 動力: スネクマ アター 8K50 ターボジェットエンジン、49 kN （11,025 lbf）  × 1

性能
- 最大速度: 高高度: マッハ1; 低高度: 1,180 km/h (637ノット)
- 失速速度: 250 km/h （135ノット） ※全備重量7,800 kgでの着艦速度
- 戦闘行動半径: 850 km （460 nmi） ※エグゾセAM39空対艦ミサイル1発＋増槽2基搭載、Hi-Lo-Hiミッション時
- 実用上昇限度: 13,700 m （45,000 ft）

武装
- 機内燃料のみの場合、最大2,100 kg（4,630 lb）まで搭載可能
- 固定武装: DEFA 552 30mmリヴォルヴァーカノン×2門 (各125発)
- ハードポイント: 
主翼下×4ヶ所: 400kg爆弾またはマジックAAM搭載可能
(エグゾセASM搭載時は右舷側にASM、左舷側に増槽)
胴体下: 250kg爆弾搭載可能